# Andy Simpkins
Andrew Simpkins (Richmond (Indiana), 29 april 1932 – Los Angeles, 2 juni 1999) was een Amerikaanse jazzbassist en componist. Hij werd het meest bekend als lid van The 3 Sounds.

## Biografie
Simpkins kreeg vanaf zijn tiende klarinetles, toen hij veertien was ook pianoles. Begin jaren vijftig stapte hij over op de contrabas. Hij studeerde aan Wilberforce University en tijdens zijn diensttijd was hij als muzikant actief (1953-1955). In 1956 ging hij spelen in The 4 Sounds, met daarin o.m. Gene Harris, een jaar later teruggebracht tot The 3 Sounds, een populaire souljazzgroep die in de jaren vijftig, begin jaren zestig veel platen verkocht voor Blue Note Records. Simpkins speelde hiermee van 1956 tot 1968. Hierna was hij tot 1974 bassist bij de groep van pianist George Shearing. Van 1979 tot 1989 toerde hij met zangeres Sarah Vaughan. In die jaren, en ook erna, werd de in Los Angeles wonende Simpkins een gerespecteerde en veelgevraagde studiomuzikant. Hij trad op met de zangeressen Carmen McRae en Anita O'Day en instrumentalisten als Gerald Wiggins, Monty Alexander, Buddy DeFranco, Don Menza en Stéphane Grappelli. Als leider heeft hij drie albums opgenomen.
Hij speelde akoestische basgitaar op de plaat In a Metal Mood: No More Mr. Nice Guy (1997) van zanger Pat Boone. Hij verder te horen op albums van onder meer Chet Baker, Melvin Rhyne, Joe Williams, Monty Alexander, Mike Wofford, Freddie Hubbard, Joe Pass, Benny Carter en Jimmy Smith.
Simpkins overleed aan de gevolgen van maagkanker.

## Discografie (selectie)
Als leider
- Happying (met Joey Baron en Dave Mackay), Studio 7 Records, 1977

Met The Three Sounds
- 1958: Introducing the 3 Sounds
- 1958: Branching Out met Nat Adderley
- 1959: Bottoms Up!
- 1959: LD + 3 met Lou Donaldson
- 1959: Good Deal
- 1960: Moods
- 1960: Feelin' Good
- 1960: Here We Come
- 1960: It Just Got to Be
- 1960: Blue Hour met Stanley Turrentine
- 1961: Hey There
- 1961: Babe's Blues
- 1962: Out of This World
- 1962: Black Orchid
- 1962: Blue Genes
- 1962: The Three Sounds Play Jazz on Broadway
- 1963: Anita O'Day & The Three Sounds
- 1963: Jazz on Broadway
- 1963: Some Like It Modern
- 1964: Live at the Living Room
- 1964: Three Moods
- 1965: Beautiful Friendship
- 1966: Today's Sounds
- 1966: Vibrations
- 1967: Live at the Lighthouse
- 1968: Coldwater Flat
- 1968: Elegant Soul

Met Pat Boone
- In a Metal Mood: No More Mr. Nice Guy (1997)

Met Kenny Burrell
- Up the Street, 'Round the Corner, Down the Block (Fantasy, 1974)

Met Victor Feldman
- Merry Olde Soul (Riverside, 1961)

Met Lalo Schifrin
- Ins and Outs (Palo Alto, 1982)

Met George Shearing en Stéphane Grappelli
- The Reunion (MPS, 1976)

Met Joe Williams en George Shearing
- The Heart and Soul of Joe Williams and George Shearing (Sheba, 1971)

Meth Sarah Vaughan
- The Duke Ellington Songbook, Vol. 1 (Pablo, 1979)
- Copacabana (Pablo, 1979)
- Send in the Clowns (Pablo, 1981)
- Crazy and Mixed Up (Pablo, 1982)
- Gershwin Live! (Columbia, 1982)

- Bibsys: 1008214
- Bibliothèque nationale de France: cb13899805x (data)
- Gemeinsame Normdatei: 134523040
- International Standard Name Identifier: 0000 0000 5514 482X
- Library of Congress Control Number: n84148406
- MusicBrainz: e0f0eb03-464c-485f-99f5-fb177afcc6f0
- Nationale Bibliotheek van Israël: 987008817209605171
- Nederlandse Thesaurus van Auteursnamen: 073622486
- SNAC: w61c3mb0
- Système universitaire de documentation: 084288582
- Virtual International Authority File: 51876579
- WorldCat: E39PBJcrgpxhjpPGDVrRYccXVC